# Jimena Menéndez-Pidal Goyri
Jimena Menéndez-Pidal Goyri (Madrid, 31 de gener de 1901 - 15 de març de 1990) va ser una pedagoga espanyola.
Filla de María Goyri i de Ramón Menéndez-Pidal, es va formar a la Institució Lliure d'Ensenyament on va acudir a les classes de Francisco Giner de los Rios, qui va marcar la seva trajectòria. Va començar la seva activitat a l'Institut-Escola. Es va casar amb el científic Miguel Catalán, espectroscopista de reconegut prestigi internacional. Acabada la guerra civil, al costat del seu marit i un reduït grup d'intel·lectuals, dels quals van destacar Ángeles Gasset i Carmen García del Diestro, va cofundar el Colegio Estudio el 1940, una versió resistent durant la dictadura franquista de la formació i pedagogia de la Segona República, on va exercir la seva activitat com a ensenyant i pedagoga la resta de la seva vida.
Al llarg del temps, va ser la impulsora del creixement del Colegio Estudio, que va anar guanyant fama per impartir una educació de gran qualitat en un període, el franquisme, mancat d'un model pedagògic modern. A la dècada de 1980, ja octogenària, va iniciar el procés de reforma del sistema pedagògic i organitzatiu del Colegio Estudio, amb nous mètodes, recursos i activitats, que li van permetre mantenir la vigència i prestigi del centre.